# Vaser
La Vaser (Vasér en hongrois, Wasser en allemand) est une rivière du nord de la Roumanie dans le județ de Maramureș.

## Géographie

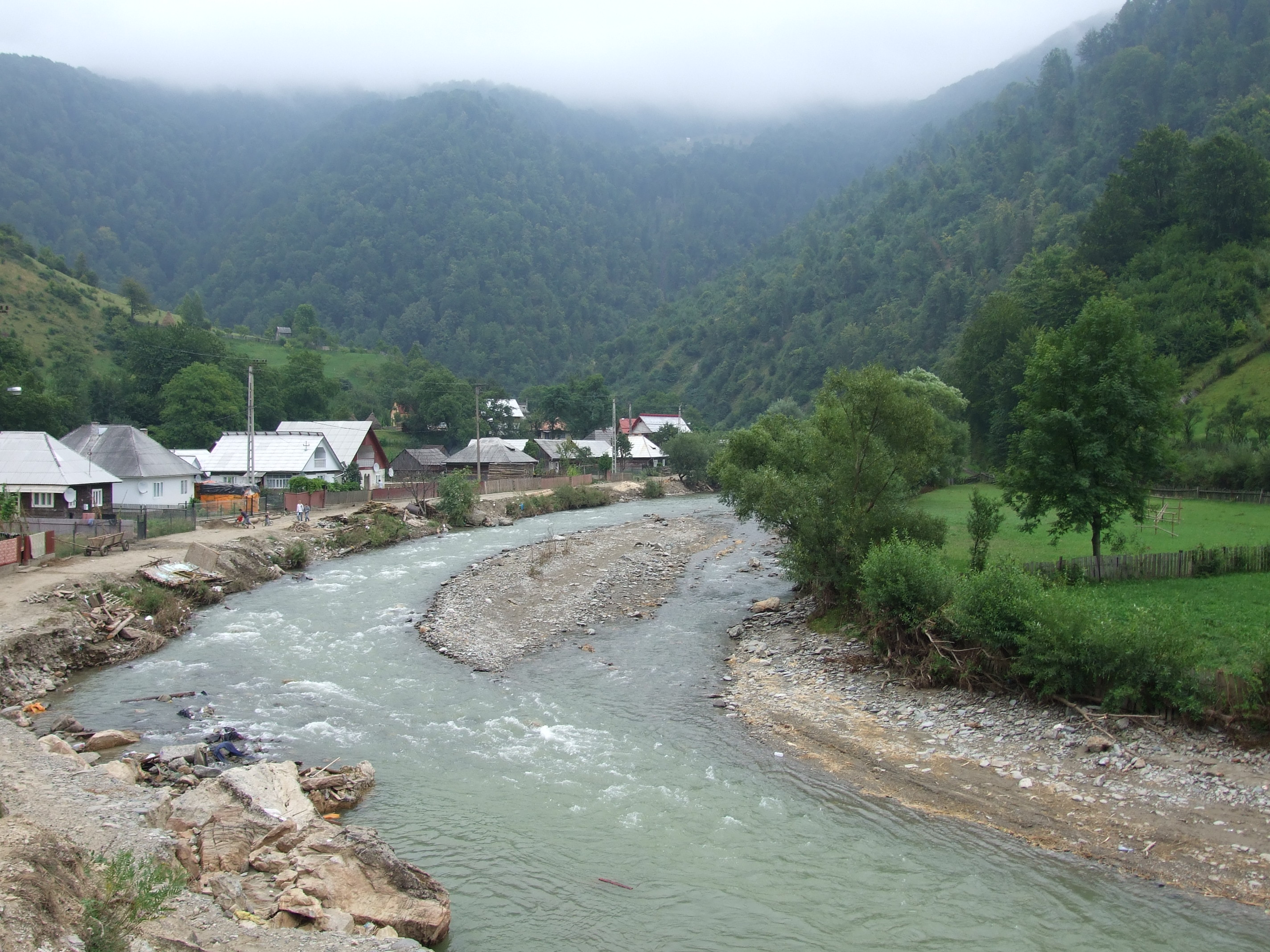
Vallée de la Vaser, près de Vișeu de Sus

La Vaser prend sa source dans les Monts Maramureș (Munții Maramureșului), à la frontière avec l'Ukraine entre le Mont Jupania (1 852 m d'altitude) et le Mont Initesa (1 759 -m d'altitude) et se jette dans la Vișeu à Vișeu de Sus.
Son cours est d'abord orienté sud-est/nord-ouest, parallèlement à la frontière, puis oblique vers le sud-ouest.

## Hydrographie
La Vaser est un affluent de la rive gauche de la Vișeu et un sous-affluent de la Tisa.

## Tourisme
La vallée de la Vaser (Valea Vaserului en roumain) est un lieu touristique de première importance. Un chemin de fer à vapeur y circule encore.